# 1998 OH
1998 OH är en asteroid i huvudbältet som upptäcktes den 19 juli 1998 av NEAT vid Haleakalā-observatoriet.
Asteroiden har en diameter på ungefär 2 kilometer och den tillhör asteroidgruppen Apollo.